# Dareikos

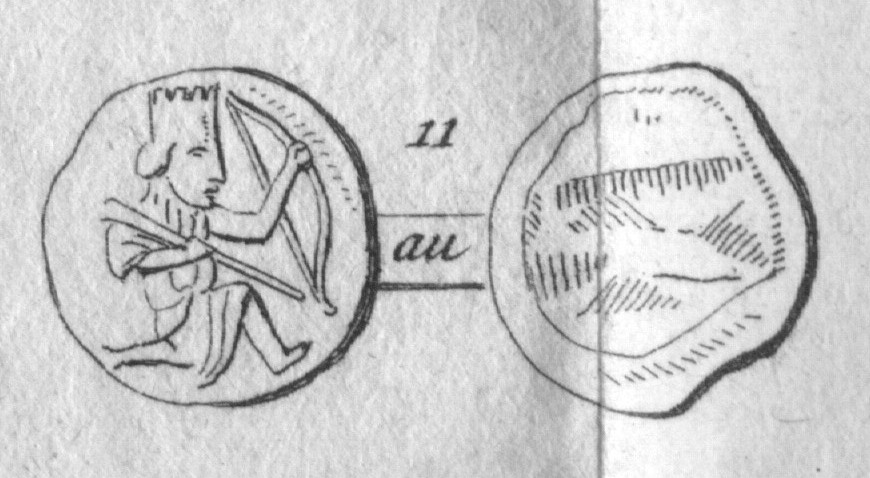
Dareikos
aus Eckhel: Kurzgefasste Anfangsgründe zur alten Numismatik; Wien, 1787

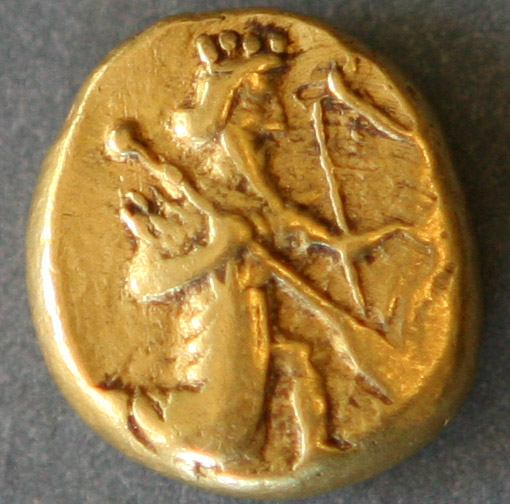

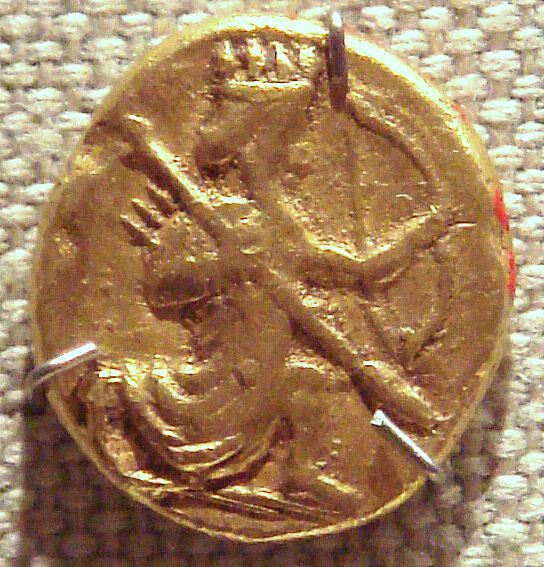

Der Dareikos (Stater; gr. δᾱρεικός aus altpers. *dari- „golden“) war eine im Achämenidenreich geprägte Goldmünze. Der dafür gängige griechische Name Dareikos ist seit dem 5. Jahrhundert v. Chr. belegt. Es handelte sich um ein bohnenförmiges Goldstück mit einem Gewicht von etwa 8,42 Gramm, dem 60. Teil der babylonische Mine zu 505,4 g. Das Gepräge stellt den König im Knielaufschema als Bogenschützen (griech. „Toxotes“) dar. Die Rückseite zeigt ein vertieftes Viereck (sog. Quadratum incusum). 
In den Jahren der ersten Prägung um 515 v. Chr. hatte der Dareikos ein Gewicht von 8,05 Gramm und entsprach damit dem Kroiseios. Schon bald danach wurde das Gewicht den Silberstücken (Siglos) in einem Verhältnis von 1:13,33 angepasst. Die Feinheit beträgt 98; Teilwert ist der Goldobolos (ein Zwölftel).
In den kleinasiatischen Teilen des Perserreichs wurden ähnliche größere Silberstücke geprägt von gutem griechischen Stil, zuweilen auch mit griechischen Namen von Statthaltern, im Gewicht von etwa 14,9 g. 
Der Dareikos bleibt das dominierende Zahlungsmittel im Mittelmeerraum bis um 345 v. Chr., der Entstehungszeit des Philippeios unter dem Makedonier Philipp II.; der doppelte Dareikos wird erst unter Alexander dem Großen geprägt.